# Aviatik B.II
El Aviatik B.II fue un avión de reconocimiento construido en Alemania y Austria-Hungría, durante la Primera Guerra Mundial.

## Diseño y desarrollo
El B.II fue un biplano biplaza de configuración convencional que acomodaba a su piloto y a su observador en tándem, en cabinas abiertas. Comparado con su predecesor (el B.I), el B.II tenía un motor más potente y un diseño de morro revisado que carenaba más elegantemente la planta motriz, con un único colector de "cuerno de rinoceronte" para el escape. Se utilizaron una serie de diseños de ala de dos y tres vanos durante la producción. Aunque originalmente no fue equipado con armamento (en común con otros aviones de la clase B), las versiones de producción tardías recibieron una ametralladora para el observador. Todos fueron retirados del servicio en primera línea a principios de 1916, aunque el modelo continuó en uso como entrenador por un tiempo en unidades de entrenamiento de vuelo avanzado (se sabe que el B.II realizó estas tareas con el FEA 9 en Darmstadt en 1916).
Los B.II construidos en Austria-Hungría presentaban alerones mayores revisados y motores Austro-Daimler.

## Operadores
Alemania
- Luftstreitkräfte

 Imperio austrohúngaro
- Luftfahrtruppen

## Especificaciones
Referencia datos: Angelucci

### Características generales
- Tripulación: Dos (piloto y observador/artillero)
- Longitud: 7,1 m (23,3 ft)
- Envergadura: 12,4 m (40,5 ft)
- Altura: 3,2 m (10,3 ft)
- Peso cargado: 1071 kg (2360,5 lb)
- Planta motriz: 1× motor lineal de seis cilindros refrigerado por líquido Mercedes D.II.
  - Potencia: 88 kW (121 HP; 120 CV)

### Rendimiento
- Velocidad nunca excedida (Vne): 100 km/h (62 MPH; 54 kt)
- Alcance: 4 h
- Techo de vuelo: 6100 m (20 013 ft) [3]